# Məmməd Arif
Məmməd Arif Məhərrəm oğlu Dadaşzadə (ur. 10 czerwca 1904 w Baku, zm. 27 grudnia 1975 tamże) – azerbejdżański radziecki literaturoznawca i filolog, przewodniczący Rady Najwyższej Azerbejdżańskiej SRR (1963–1967).

## Życiorys
Od 1920 pracował jako nauczyciel w Azerbejdżańskiej SRR, w 1930 ukończył studia na Wydziale Wschodnim Azerbejdżańskiego Uniwersytetu Państwowego, 1930-1931 był aspirantem Instytutu Narodów Radzieckiego Wschodu. W latach 1932–1941 był kierownikiem katedry Azerbejdżańskiego Państwowego Instytutu Pedagogicznego, jednocześnie 1938–1939 kierownikiem Wydziału Literatury i zastępcą dyrektora Instytutu Literatury i Języka im. Nizami Akademii Nauk Azerbejdżańskiej SRR, a 1939–1950 dyrektorem tego Instytutu. W 1941 przyjęto go do WKP(b), od 1941 był adiunktem i kierownikiem katedry Azerbejdżańskiego Uniwersytetu Państwowego, 1955-1961 akademikiem-sekretarzem Wydziału Nauk Społecznych Akademii Nauk Azerbejdżańskiej SRR i 1957–1959 ponownie dyrektorem Instytutu Literatury i Języka im. Nizami Akademii Nauk Azerbejdżańskiej SRR i od 1957 przewodniczącym Komitetu Terminologicznego Akademii Nauk Azerbejdżańskiej SRR. Od 1955 był doktorem nauk filologicznych i profesorem oraz członkiem korespondentem Akademii Nauk ZSRR, a od 1958 akademikiem Akademii Nauk Azerbejdżańskiej SRR, w 1961 został wiceprezesem Akademii Nauk Azerbejdżańskiej SRR. Od 29 marca 1963 do 5 kwietnia 1967 był przewodniczącym Rady Najwyższej Azerbejdżańskiej SRR, od 10 stycznia 1964 członkiem KC Komunistycznej Partii Azerbejdżanu, później wiceministrem oświaty Azerbejdżańskiej SRR i kierownikiem katedry literatury Azerbejdżańskiego Uniwersytetu Państwowego.

## Odznaczenia i nagrody
- Order Lenina
- Order Rewolucji Październikowej
- Zasłużony Działacz Nauk Azerbejdżańskiej SRR (1960)
- Nagroda Państwowa Azerbejdżańskiej SRR (1974)